# Apsolutna geometrija
Apsolutna geometrija je geometrija u kojoj nije pretpostavljen postulat paralelnosti (Euklidov peti postulat) niti bilo koja od njegovih alternativa. Njene teoreme su, prema tome, istinite i u neeuklidskim geometrijama, takvim kao što je hiperbolička geometrija, jednako kao što su istinite i u Euklidovoj geometriji. Tako, na primer, Euklid u privih 28 propozicija u svojim Elementima izbegava upotrebu postulata paralelnosti, zbog čega one mogu biti uključene u potpunosti i u apsolutnu geometriju.
Ova geometrija ponekad se naziva i neutralnom geometrijom, s obzirom da je neutralna u odnosu na postulat paralelnosti. 
Apsolutna geometrija je dobar primer jednog nepotputnog aksiomatskog sistema (sistema postulata). Uzmimo u obzir tvrđenje: „Zbir uglova u svakom trouglu jednak je zbiru dva prava ugla“. Ovo nije dokazivo u okvirima apsolutne geometrije, jer kada bi to bilo, to bi bilo istinito i u hiperboličkoj geometriji, ali je u hiperboličkoj geometriji zbir uglova u trouglu manji od dva prava ugla. Osim toga, negacija tvrđenja, da postoji trougao čiji uglovi nisu dostatni za dva prava ugla, nije dokazivo takođe, jer kada bi to bilo, ono bi bilo dokazivo i u euklidskoj geometriji, ali suma uglova u trouglu u euklidskoj geometriji uvek iznosi dva prava ugla. Prema tome, unutar apsolutne geometrije ne može se odlučiti o istinitosti ove propozicije.

## Aksiome
Apsolutna geometrija je zasnovana na aksiomama incidencije (pripadanja), poretka i podudarnosti.

### Aksiome incidencije
- Za svake dve tačke {\displaystyle A} i {\displaystyle B} postoji prava {\displaystyle a} koja je incidentna i sa tačkom {\displaystyle A} i sa tačkom {\displaystyle B}.

- Za svake dve tačke {\displaystyle A} i {\displaystyle B} postoji najviše jedna prava koja je incidentna sa svakom od tačaka {\displaystyle A} i {\displaystyle B}.

- Za svaku pravu postoje bar dve tačke koje su sa njom incidentne. Postoje bar tri tačke koje nisu incidentne sa istom pravom.

- Za svake tri tačke {\displaystyle A}, {\displaystyle B} i {\displaystyle C} koje nisu incidentne sa istom pravom, postoji ravan koja je incidentna sa svakom od tačaka {\displaystyle A}, {\displaystyle B}, {\displaystyle C}. Svakoj ravni je incidentna bar jedna tačka.

- Za svake tri tačke {\displaystyle A}, {\displaystyle B} i {\displaystyle C} koje nisu incidentne sa istom pravom postoji najviše jedna ravan koja je incidentna sa svakom od tačaka {\displaystyle A}, {\displaystyle B}, {\displaystyle C}.

- Ako su dve tačke prave {\displaystyle a} incidentne sa ravni α, tada je svaka tačka prave {\displaystyle a} incidentne sa ravni  α.

- Ako postoji jedna tačka koja je incidentna i sa ravni α i sa ravni β, tada postoji bar još jedna tačka koja je incidentna i sa ravni α i sa ravni β.

- Postoje bar četiri tačke koje nisu incidentne sa istom ravni.

### Aksiome poretka
- Ako je {\displaystyle A} - {\displaystyle B} - {\displaystyle C}, tada su {\displaystyle A}, {\displaystyle B} i {\displaystyle C} tri različite tačke jedne iste prave i takođe je {\displaystyle C} - {\displaystyle B} - {\displaystyle A}.

- Za svake dve tačke {\displaystyle A} i {\displaystyle B} postoji tačka {\displaystyle C}, takva da je {\displaystyle A} - {\displaystyle B} - {\displaystyle C}.

- Ako su {\displaystyle A}, {\displaystyle B} i {\displaystyle C} tri tačke jedne prave, tada važi najviše jedna od relacija: {\displaystyle A} - {\displaystyle B} - {\displaystyle C}, {\displaystyle B} - {\displaystyle C} - {\displaystyle A} ili {\displaystyle A} - {\displaystyle C} - {\displaystyle B}.

- (Pašova aksioma) Neka su {\displaystyle A}, {\displaystyle B}, {\displaystyle C} tri nekolinearne tačke i neka je {\displaystyle p} prava koja je incidentna sa ravni {\displaystyle ABC} i nije incidentna ni sa jednom od tačaka {\displaystyle A}, {\displaystyle B}, {\displaystyle C}. Ako postoji tačka {\displaystyle D} {\displaystyle \in } {\displaystyle p} takva da je {\displaystyle A} - {\displaystyle D} - {\displaystyle B}, tada postoji tačka {\displaystyle E} {\displaystyle \in } {\displaystyle p} takva da važi bar jedna od relacija {\displaystyle B} - {\displaystyle E} - {\displaystyle C} ili {\displaystyle C} - {\displaystyle E} - {\displaystyle A}.

### Aksiome podudarnosti
- Za svaku polupravu {\displaystyle a'} sa početnom tačkom {\displaystyle A'} i za svaku duž {\displaystyle AB}, postoji tačka {\displaystyle B'} {\displaystyle \in } {\displaystyle A'}, takva da je duž {\displaystyle AB} podudarna sa duži {\displaystyle A'B'}, i to zapisujemo {\displaystyle AB} = {\displaystyle A'B'}.

- Ako je: {\displaystyle A'B'} {\displaystyle \cong } {\displaystyle AB} i {\displaystyle A''B''} {\displaystyle \cong } {\displaystyle AB}, tada je {\displaystyle A'B'} {\displaystyle \cong } {\displaystyle A''B''}.

- Ako je {\displaystyle A} - {\displaystyle B} - {\displaystyle C} i {\displaystyle A'} - {\displaystyle B'} - {\displaystyle C'} i ako je {\displaystyle AB} {\displaystyle \cong } {\displaystyle A'B'} i {\displaystyle BC} {\displaystyle \cong } {\displaystyle B'C'}, tada je {\displaystyle AC} {\displaystyle \cong } {\displaystyle A'C'} .

- Za svaku poluravan α' sa ivicom u pravoj {\displaystyle p'}, za svaku polupravu {\displaystyle a'} {\displaystyle \subseteq } {\displaystyle p'} sa početnom tačkom {\displaystyle O'}, za svaki ugao ∠ab, postoji jedna i samo jedna poluprava {\displaystyle b'} {\displaystyle \subseteq } α' sa početnom tačkom {\displaystyle O'}, takva da je ugao ∠ab podudaran sa uglom ∠a'b', što zapisujemo ∠ab {\displaystyle \cong } ∠a'b'

- Ako za trouglove {\displaystyle \Delta ABC} i {\displaystyle \Delta A'B'C'} važi da je {\displaystyle AB} {\displaystyle \cong } {\displaystyle A'B'}, {\displaystyle AC} {\displaystyle \cong } {\displaystyle A'C'}, ∠BAC {\displaystyle \cong } ∠B'A'C', tada je i ∠CBA {\displaystyle \cong } ∠C'B'A'.

## Literatura
- Geometry: Euclid and Beyond, Robin Hartshorne, Springer
- Zoran Lučić, Euklidska i hiperbolička geometrija (1997),TOTAL DESIGN i Matematički fakultet u Beogradu